# 紐卡斯爾 (紐約州)
紐卡斯爾（英語：New Castle）是一個位於美國紐約州西徹斯特縣的鎮。

## 人口
根據2020年美國人口普查的數據，紐卡斯爾的面積為60.93平方千米，當中陸地面積為59.99平方千米，而水域面積為0.94平方千米。當地共有人口18311人，而人口密度為每平方千米301人。